# Pattie Boyd
Patricia Anne "Pattie" Boyd (n. Somerset, Anglaterra, 17 de març de 1944) és una exmodel i fotògrafa del Regne Unit. Va ser la muller de George Harrison i Eric Clapton, importants figures del rock.

## Biografia
Des de l'any 1962 es dedicà a fer de model, desfilant per a importants dissenyadors en passarel·les de París (per a Mary Quant), Nova York i Londres.
L'any 1964 coneix a George Harrison, guitarrista de la banda The Beatles. Va ser durant la filmació de la pel·lícula A Hard Day's Night, on ella realitzava el paper d'una col·legiala del tren on viatjaven els Beatles. Es casarien l'any 1966, a la mateixa època en què ella escrivia una columna per a la revista 16. Twiggy, cèlebre model de l'època, va comentar que el look de Pattie li va servir de base durant els seus primers anys de carrera.
A principis dels anys 1970, la relació amb Harrison es complica. Les suposades infidelitats del músic, sumat a l'excessiu interès d'Harrison en les seves exploracions religioses, van fer que el matrimoni arribés a la seva fi l'any 1974. Un any abans, Boyd hauria tingut una relació amb Ronnie Wood integrant dels Faces al costat de Rod Stewart i futur membre de The Rolling Stones. Aquesta aventura va sorgir quan Harrison va convidar a l'esposa de Wood a un viatge a Espanya.
L'any 1979 es va casar amb el guitarrista Eric Clapton, amic proper d'Harrison. Es diu que Clapton va estar enamorat de Boyd des que ella tenia 17 anys, i que aquesta relació està en l'origen de la cançó Layla. L'addicció a les drogues de Clapton i la infertilitat de Boyd, van fer que la relació fos tempestuosa. Després de la negativa de Clapton a sotmetre's a un tractament per al seu alcoholisme, Boyd va començar una relació amb el fotògraf Will Christie. Se separarien oficialment l'any 1989.
Boyd va conèixer al promotor Rod Weston el 1991. La parella es va casar el 29 d'abril de 2015 en una cerimònia celebrada a l'Oficina de Registres de l'Ajuntament Vell de Chelsea, Londres.
En l'actualitat es dedica a exposar fotografies i escriure sobre els seus anys de matrimoni amb Harrison i Clapton.

## Musa inspiradora
Quan va estar casada amb George Harrison i després amb Eric Clapton, cada músic li va dedicar una cançó especial. Ambdues es troben entre les majors obres musicals de les seves respectives carreres.
En 1969, el Beatle va compondre la cançó "Something" que va ser llançada com a senzill i aconseguiria el primer lloc de les llistes de popularitat. Molts van creure que Harrison es va inspirar en la seva esposa d'aquell temps, Pattie Boyd, per crear «Something». Boyd també va exposar aquesta inspiració en la seva autobiografia de l'any 2007, Wonderful Tonight, on va escriure: «[Ell] em va dir, d'alguna manera, que l'havia escrit per a mi».
No obstant això, Harrison va citar en altres fonts que la inspiració va ocórrer al contrari. En una entrevista de 1996 va respondre a una pregunta sobre si la cançó era sobre Pattie: «Bé, no, no [la vaig escriure sobre ella]. Només la vaig escriure, i després algú va crear a més un vídeo. I el que van fer va ser que ells van sortir i van prendre unes imatges de Pattie i jo, Paul i Linda, Ringo i Maureen (això va ser en aquest temps) i de John i Yoko i només van realitzar un petit vídeo perquè fos alguna cosa complementari a la cançó. Llavors, després tothom va divulgar que m'havia inspirat en Pattie, però realment, quan la vaig escriure, estava pensant en Ray Charles.
Un any després, Clapton gravaria juntament amb Derek and the Dominos la cançó "Layla". Va ser composta quan Boyd i Harrison encara estaven casats, i expressa l'amor no correspost que Clapton sentia per la dona del seu amic. La cançó, inclosa en l'àlbum Layla and Other Assorted Love Songs va ser un èxit. Boyd també va servir d'inspiració per a cançons com "Bell Bottom Blues" i "Wonderful Tonight".
L'any 1989, al moment de la separació matrimonial, en el disc Journeyman, Clapton va compondre en conjunt amb Robert Cray el tema "Old Love", dedicat novament per a ella, tema que curiosament va desagradar en el seu moment a Patty.